# 2001년 한국프로야구 포스트시즌
2001 삼성 fn.com 프로야구 포스트시즌은 10월 7일부터 10월 28일까지 열렸다.

## 준 플레이오프
준 플레이오프에서는 3위 두산 베어스와 4위 한화 이글스가 맞붙었다.

### 1차전
- 10월 7일 - 서울종합운동장 야구장
- 중계: KBS 위성 2

| 팀                                                                                                   | 1 | 2 | 3 | 4 | 5 | 6 | 7 | 8 | 9 | R | H | E |
| 한화 이글스                                                                                          | 0 | 0 | 0 | 2 | 2 | 0 | 0 | 0 | 0 | 4 | - | - |
| 두산 베어스                                                                                          | 0 | 0 | 1 | 0 | 3 | 2 | 0 | 0 | X | 6 | - | - |
| 승리 투수: 박명환 패전 투수: 송진우 세이브: 진필중 홈런: 한화 – 김태균(4회 1점) 두산 – 우즈(5회 3점) |   |   |   |   |   |   |   |   |   |   |   |   |

### 2차전
- 10월 8일 - 대전한화생명이글스파크
- 중계: KBS 2TV

| 팀 | 1 | 2 | 3 | 4 | 5 | 6 | 7 | 8 | 9 | R  | H | E |
| 두산 베어스 | 8 | 0 | 2 | 3 | 0 | 0 | 1 | 0 | 0 | 14 | - | - |
| 한화 이글스 | 2 | 0 | 0 | 0 | 1 | 1 | 0 | 0 | 1 | 5  | - | - |
| 승리 투수: 이혜천 패전 투수: 리스 홈런: 두산 – 홍원기(3회 2점), 안경현(4회 2점) 한화 – 이영우(1회 1점), 김종석(9회 1점) |   |   |   |   |   |   |   |   |   |    |   |   |

두산 베어스, 2승으로 플레이오프 진출
준 플레이오프 MVP: 홍원기(두산,내야수) 8타수 4안타 3타점

## 플레이오프
플레이오프에서는 2위 현대 유니콘스와 두산 베어스가 맞붙었는데 현대는 1998년부터 3년 연속 최다 선발승(1998년 17, 1999년 19, 2000년 18)을 차지한 정민태 (일본행) 전년도 홀드왕 조웅천 (SK 이적)의 공백 탓인지  마운드가 크게 약화된 데다 전년도 홈런-타점-타격 1위에 오른 박경완 박재홍 박종호가 장타력이 크게 떨어진 데 이어 타격에서도 3할대에 못 미쳐 1차전 승리 이후 내리 3연패했다.

### 1차전
- 10월 12일 - 수원KT위즈파크
- 중계: KBS 위성 2

| 팀                                  | 1 | 2 | 3 | 4 | 5 | 6 | 7 | 8 | 9 | R | H | E |
| 두산 베어스                         | 0 | 1 | 0 | 0 | 0 | 0 | 0 | 0 | 0 | 1 | - | - |
| 현대 유니콘스                       | 0 | 0 | 0 | 0 | 0 | 0 | 0 | 5 | X | 5 | - | - |
| 승리 투수: 신철인 패전 투수: 박명환 |   |   |   |   |   |   |   |   |   |   |   |   |

### 2차전
- 10월 13일 - 수원KT위즈파크
- 중계: KBS 위성 2

| 팀                                                                          | 1 | 2 | 3 | 4 | 5 | 6 | 7 | 8 | 9 | R | H | E |
| 두산 베어스                                                                 | 0 | 2 | 0 | 0 | 0 | 1 | 2 | 0 | 0 | 5 | - | - |
| 현대 유니콘스                                                               | 0 | 0 | 1 | 0 | 0 | 0 | 1 | 0 | 1 | 3 | - | - |
| 승리 투수: 콜 패전 투수: 테일러 세이브: 진필중 홈런: 두산 – 홍원기(7회 2점) |   |   |   |   |   |   |   |   |   |   |   |   |

### 3차전
- 10월 15일 - 서울종합운동장 야구장
- 중계: KBS 2TV

| 팀 | 1 | 2 | 3 | 4 | 5 | 6 | 7 | 8 | 9 | R | H | E |
| 현대 유니콘스 | 1 | 0 | 0 | 3 | 0 | 0 | 1 | 0 | 0 | 5 | - | - |
| 두산 베어스 | 0 | 0 | 0 | 0 | 5 | 1 | 2 | 0 | X | 8 | - | - |
| 승리 투수: 이경필 패전 투수: 전준호 세이브: 진필중 홈런: 두산 – 홍성흔(5회 1점), 홍원기(6회 1점), 안경현(7회 2점) |   |   |   |   |   |   |   |   |   |   |   |   |

### 4차전
- 10월 16일 - 서울종합운동장 야구장
- 중계: KBS 위성 2

| 팀                                                                                               | 1 | 2 | 3 | 4 | 5 | 6 | 7 | 8 | 9 | R | H | E |
| 현대 유니콘스                                                                                    | 0 | 0 | 0 | 0 | 0 | 0 | 1 | 0 | 0 | 1 | - | - |
| 두산 베어스                                                                                      | 0 | 0 | 1 | 4 | 1 | 0 | 0 | 0 | X | 6 | - | - |
| 승리 투수: 구자운 패전 투수: 임선동 홈런: 두산 – 홍원기(3회 1점), 이도형(4회 3점), 우즈(5회 1점) |   |   |   |   |   |   |   |   |   |   |   |   |

두산 베어스, 3승 1패로 한국시리즈 진출
플레이오프 MVP: 안경현(두산,내야수) 16타수 9안타 1홈런

## 한국시리즈
정규 시즌 3위로 포스트시즌에 진출했던 두산 베어스는 1995년 이후 6년 만이자, 정규 시즌 3위팀으로는 통산 4번째로 한국시리즈에 진출했다. 그리고 1982년 이후 19년 만에 만난 삼성 라이온즈와의 한국시리즈 대결에서 4승 2패로 6년만의 우승이자 통산 3번째 우승을 차지한다. 한편 1993년 이후 8년 만에 한국시리즈에 진출했던 삼성은 쓸만한 좌완투수 부재를 극복하지 못한 채 또다시 우승에 실패하여 1985년 전후기 통합우승 이후 16년간 한국시리즈 우승을 맛보지 못한다. 결국 다음해인 2002년 LG 트윈스를 상대로 17년의 한을 풀게된다.
두산의 2001 한국시리즈 우승은 정규리그 우승을 하지 않은 팀이 한국시리즈 우승을 이뤄낸 시즌이였고, 2002~2014년까지 모두 정규리그 우승팀이 한국시리즈까지 재패하였다. 하지만 2015년 정규리그 3위 두산이 한국시리즈를 4승1패로 우승하며 14년만에 두산 스스로 이 기록을 깻다.